# Liste der Naturdenkmale in Owingen
| Naturdenkmale | Anzahl |
| ------------- | ------ |
| FND           | 0      |
| END           | 1      |
| Gesamt        | 1      |

Die Liste der Naturdenkmale in Owingen nennt die verordneten Naturdenkmale (ND) der im baden-württembergischen Bodenseekreis liegenden Gemeinde Owingen. In Owingen gibt es insgesamt 1 als Naturdenkmal geschütztes Objekt, kein flächenhaftes Naturdenkmal (FND), lediglich 1 Einzelgebilde-Naturdenkmal (END).
Stand: 1. November 2016.

## Einzelgebilde (END)
| Name                     | Bild | Kennung     | Einzelheiten | Position | Fläche Hektar | Datum         |
| ------------------------ | ---- | ----------- | ------------ | -------- | ------------- | ------------- |
| Linde                    |      | 84350470001 | Owingen      | ⊙        | 0,0           | 25. Juli 1939 |
| Legende für Naturdenkmal |      |             |              |          |               |               |